# Tay-K
 (mars 2024).
Le contenu est difficilement compréhensible vu les erreurs de traduction, qui sont peut-être dues à l'utilisation d'un logiciel de traduction automatique.
 (août 2023).
La mise en forme du texte ne suit pas les recommandations de Wikipédia : il faut le « wikifier ».
Les points d'amélioration suivants sont les cas les plus fréquents. Le détail des points à revoir est peut-être précisé sur la page de discussion.
- Les titres sont pré-formatés par le logiciel. Ils ne sont ni en capitales, ni en gras.
- Le texte ne doit pas être écrit en capitales (les noms de famille non plus), ni en gras, ni en italique, ni en « petit »…
- Le gras n'est utilisé que pour surligner le titre de l'article dans l'introduction, une seule fois.
- L'italique est rarement utilisé : mots en langue étrangère, titres d'œuvres, noms de bateaux, etc.
- Les citations ne sont pas en italique mais en corps de texte normal. Elles sont entourées par des guillemets français : « et ».
- Les listes à puces sont à éviter, des paragraphes rédigés étant largement préférés. Les tableaux sont à réserver à la présentation de données structurées (résultats, etc.).
- Les appels de note de bas de page (petits chiffres en exposant, introduits par l'outil «  Source ») sont à placer entre la fin de phrase et le point final[comme ça].
- Les liens internes (vers d'autres articles de Wikipédia) sont à choisir avec parcimonie. Créez des liens vers des articles approfondissant le sujet. Les termes génériques sans rapport avec le sujet sont à éviter, ainsi que les répétitions de liens vers un même terme.
- Les liens externes sont à placer uniquement dans une section « Liens externes », à la fin de l'article. Ces liens sont à choisir avec parcimonie suivant les règles définies. Si un lien sert de source à l'article, son insertion dans le texte est à faire par les notes de bas de page.
- La présentation des références doit suivre les conventions bibliographiques. Il est recommandé d'utiliser les modèles {{Ouvrage}}, {{Chapitre}}, {{Article}}, {{Lien web}} et/ou {{Bibliographie}}. Le mode d'édition visuel peut mettre en forme automatiquement les références.
- Insérer une infobox (cadre d'informations à droite) n'est pas obligatoire pour parachever la mise en page.

Pour une aide détaillée, merci de consulter Aide:Wikification.
Si vous pensez que ces points ont été résolus, vous pouvez retirer ce bandeau et améliorer la mise en forme d'un autre article.
Taymor Travon McIntyre (né le 16 juin 2000), plus connu professionnellement sous le nom de Tay-K (/ˈteɪˌkeɪ/ TAY-kay) est un rappeur américain et un meurtrier condamné. Il est surtout connu pour son tube de 2017 " The Race ", qui a atteint la 44e place du Billboard Hot 100 américain et a été certifié disque de platine par la RIAA en janvier 2018.  
McIntyre a été capturé par les marshals américains le 30 juin 2017, le jour même de la sortie de "The Race", après un total de trois mois passés à fuir et à se cacher des autorités. La chanson deviendra plus tard disque de platine. Après avoir été ramené au Texas pour ses crimes, McIntyre recevra le soutien de ses fans sur les médias sociaux. Alors qu'il est détenu à la prison du comté de Tarrant à Fort Worth, au Texas, l'équipe de gestion de Tay-K publie sa première mixtape, Santana World, le 29 juillet 2017, et elle reçoit une réponse généralement positive de la part des critiques et des fans.
En juillet 2019, McIntyre a été reconnu coupable de meurtre pour son implication dans une violation de domicile et un vol de 2016 qui ont entraîné la mort d'Ethan Walker, 21 ans, et a été condamné à 55 ans de prison.  
En avril 2025, il a également été reconnu coupable d’un second meurtre commis en 2017 à San Antonio, et a reçu une peine de 80 ans.
Les deux peines ont été ordonnées concurrentes, ce qui signifie qu’elles seront purgées en même temps.
Conformément à la loi texane, il sera éligible à une libération conditionnelle (parole) après avoir purgé 30 ans à compter de son arrestation en juin 2017, soit à partir de 2047. Cette décision relèvera du Texas Board of Pardons and Paroles.

## Jeunesse
Son père, Kevin Beverly, a été emprisonné pendant la jeunesse de McIntyre,. La mère de McIntyre l'a emmené avec sa sœur à Las Vegas, dans le Nevada, lorsqu'il avait huit ans. Lorsque le père de McIntyre a été libéré de prison, il a déménagé la famille à Arlington, au Texas, à la recherche d'un meilleur environnement. McIntyre a fréquenté la Martin High School, mais a abandonné ses études en première année. Il a été influencé par Chief Keef, XXXTentacion, Eazy-E, Young Pappy et son rappeur préféré Soulja Boy.

## Carrière
McIntyre a commencé sa carrière de rappeur en faisant partie du groupe de rap Daytona Boyz aux côtés des rappeurs Pimpyz et Santana Sage en 2014. Le groupe a publié son premier titre " Drift " sur la plateforme de distribution audio SoundCloud le 25 décembre 2014.  Le groupe a publié une série de chansons, attirant à peine l'attention alors qu'ils se produisaient dans diverses soirées, tentant de créer une présence sur la scène rap locale,.
McIntyre a publié sa première chanson solo en août 2015, intitulée "BIFF XANNEN", sur son compte SoundCloud. Cette chanson et celle de septembre 2015 intitulée "Sly Cooper" ont attiré l'attention de la scène rap d'Arlington. La chanson de McIntyre " Megaman " a été publiée sur son SoundCloud le 16 mars 2016 et, ainsi que plusieurs autres chansons que McIntyre a publiées, est devenue populaire après qu'il a été arrêté sur des accusations de meurtre capital.
McIntyre a sorti plusieurs chansons pendant qu'il fuyait la police, dont "The Race", enregistrée pendant son séjour dans le New Jersey et dont le clip a été publié sur YouTube le jour même de sa capture. La chanson a débuté à la 70e place du Billboard Hot 100 aux États-Unis après une vaste campagne de hashtag visant à faire libérer McIntyre en utilisant le hashtag "#FREETAYK". Elle a atteint le 44e rang du Billboard Hot 100 et a été visionnée plus de 226 millions de fois sur YouTube. "The Race" a été remixé par de nombreux artistes, dont Tyga, Lil Yachty, YBN Nahmir, Fetty Wap et Rico Nasty.
Pendant son incarcération, McIntyre a publié la mixtape Santana World. WorldStarHipHop a publié "Coolin" le 14 septembre 2017. Le compte Twitter officiel de McIntyre a tweeté que la version publiée par WorldStarHipHop était une fuite et n'était pas officielle en disant "nous avons quelque chose de majeur en réserve."
Le 14 décembre 2017, la première mixtape de McIntyre, Santana World, a été rééditée par 88 Classic et RCA Records, mise à jour avec un remix de son single " The Race " avec les voix des rappeurs 21 Savage et Young Nudy. "The Race a été certifié disque de platine par la RIAA le 19 janvier 2018. Le 2 février 2018, le compte Twitter officiel de McIntyre a tweeté deux photos de McIntyre, la première fois qu'il a été vu depuis mai 2017. Le lendemain, la chanson " After You " est publiée sur le compte SoundCloud de McIntyre.
Il a été révélé en mars 2018 que McIntyre avait gagné environ 600 000 à 700 000 dollars avec son contrat d'enregistrement avec 88 Classic et RCA Records. À la suite de la création du label de musique No Jumper, Tay-K a figuré aux côtés de BlocBoy JB sur la chanson "Hard" de No Jumper, qui est entrée dans le classement Bubbling Under Hot 100 à la 14e place. Tay-K a figuré sur la liste des candidats à l'élection du XXL Freshman 2018,.

## Antécédents criminels

### Jour de l'An 2016: témoin d'une fusillade mortelle
McIntyre a frôlé les ennuis judiciaires pour la première fois le 1er janvier 2016. Après s'être produit lors d'une fête du Nouvel An à Denton, au Texas, McIntyre se trouvait dans une voiture avec Eric "Santana Sage" Johnson, marine américain et membre des Daytona Boyz, qui a tiré une balle dans la tête de Sara Mutschlechner, étudiante à l'université de North Texas, la tuant, à la suite d'une dispute entre les occupants de la voiture transportant Johnson et McIntyre et les occupants d'une autre voiture transportant des personnes quittant la même fête, y compris Mutschlechner . Des témoins ont déclaré que les passagers de la voiture dans laquelle se trouvaient Johnson et McIntyre avaient agressé sexuellement Mutschlechner, tandis que Johnson a déclaré que les passagers de Mutschechner l'avaient traité, lui et ses compagnons de voyage, d'insultes raciales et homophobes, et qu'il avait seulement voulu effrayer les passagers de l'autre voiture après avoir reçu des menaces d'atteinte à leur intégrité corporelle. Johnson a plaidé non coupable mais a été reconnu coupable du meurtre et condamné à 44 ans de prison. McIntyre n'a pas été inculpé dans cette affaire.

### Juillet 2016-2019: cambriolage à Mansfield et meurtre qualifié
En juillet 2016, McIntyre a été confronté à ses premiers problèmes juridiques majeurs lorsque lui et six autres personnes ont été arrêtés pour meurtre capital en relation avec une invasion de domicile qui a mis fin à la vie d'Ethan Walker à Mansfield, au Texas. Le 26 juillet 2016, Megan Holt, 19 ans, et Ariana Bharrat, 20 ans, ont comploté avec McIntyre et d'autres amis pour voler Zachary Beloate, 17 ans. Elles avaient prévu de le séduire, puis de laisser McIntyre entrer dans la maison, armé de fusils, pour voler de la drogue et de l'argent. L'une des deux femmes a déverrouillé la porte et les hommes armés ont volé Beloate et son ami Ethan Walker, ce qui a conduit à une confrontation fatale et à la mort de Walker alors qu'ils tentaient de partir ; deux autres blessures par balle non mortelles ont été subies. McIntyre a admis son rôle dans le cambriolage raté lors d'un interrogatoire d'environ deux heures et demie, déclarant aux inspecteurs qu'il avait cherché de la drogue dans la maison.
McIntyre a été transféré dans une prison pour adultes le 20 juillet 2017. Une audience préliminaire de certification pour décider du statut de mineur de McIntyre a eu lieu le 30 août 2017. Trent Loftin, un avocat de McIntyre, a déclaré au New York Times que McIntyre était optimiste et qu'ils étaient convaincus qu'il serait innocenté. Il a été décidé que McIntyre serait jugé en tant qu'adulte dans cette affaire. Le procès a finalement été repoussé en raison du manque de preuves.
Le 28 février 2018, l'une des complices de McIntyre, une mineure anonyme décrite comme une "petite et jolie blonde", a été condamnée à vingt ans de prison après avoir été reconnue coupable de meurtre avec préméditation et de vol aggravé. En février 2018, sa complice Megan Holt a plaidé coupable de vol aggravé et a accepté de témoigner contre ses coaccusés en échange d'une peine de 20 ans. En mai 2018, Latharian Merritt a été condamné à la réclusion à perpétuité sans possibilité de libération conditionnelle après avoir été reconnu coupable de meurtre qualifié. En août 2018, Ariana Bharrat a plaidé coupable de vol aggravé et a été condamnée à 25 ans de prison. Le même mois, Sean Robinson a plaidé coupable de meurtre et a été condamné à 40 ans de prison. En novembre 2018, le dernier complice de McIntyre, Jalen Bell (Pimpyz), a plaidé coupable de vol aggravé et a été condamné à 30 ans de prison. Les avocats de la défense de McIntyre ont fait valoir qu'étant donné que l'affaire de McIntyre avait commencé dans le système juvénile - qui n'a pas de système de caution ou de garantie en place - il avait maintenant droit à un tel système en vertu de la loi du Texas (en date de mars 2018). Le juge de district de l'État, Wayne Salvant, a rejeté la demande de cautionnement de McIntyre, s'inquiétant du fait que les crimes présumés de McIntyre avaient été "glorifiés" et qu'il s'agissait d'une "évaluation élevée et violente".
Le 24 mai 2018, il a été confirmé que M. McIntyre ne risquait pas la peine de mort ni la réclusion à perpétuité sans possibilité de libération conditionnelle en vertu des arrêts Miller v. Alabama et Roper v. Simmons. S'il est reconnu coupable, il risque une peine d'emprisonnement de 40 ans à la perpétuité avec possibilité de libération conditionnelle.
Le 15 juillet 2019, au premier jour de son procès, McIntyre a plaidé coupable de deux chefs d'accusation de vol aggravé dans l'affaire de l'invasion de domicile de Mansfield. Le 19 juillet 2019, un jury a déclaré McIntyre coupable de meurtre et d'un troisième chef d'accusation de vol aggravé. Il risque jusqu'à 99 ans de prison. Son single, "The Race", écrit alors qu'il était en fuite pour échapper à l'U.S. Marshals Service, a été présenté comme preuve lors de la phase de détermination de la peine du procès. Le 23 juillet 2019, il a été condamné à 55 ans de prison pour meurtre, 30 ans pour un chef d'accusation de vol aggravé et 26 ans pour les deux autres chefs d'accusation de vol aggravé.) Les quatre peines d'emprisonnement seront purgées simultanément et il pourra bénéficier d'une libération conditionnelle après avoir purgé vingt-huit ans de sa peine. Il a également été condamné à une amende de 21 000 dollars (10 000 dollars pour l'accusation de meurtre et 11 000 dollars pour les trois chefs d'accusation de vol aggravé)

#### Janvier-juin 2017: assignation à résidence, chasse à l'homme et "The Race"
McIntyre a été assigné à résidence en janvier 2017 dans l'attente des audiences de certification. Quelques jours avant la tenue de ces audiences, le 27 mars 2017, McIntyre et un autre suspect ont coupé leur bracelet électronique et se sont enfuis à San Antonio, au Texas. Juste avant de couper son bracelet électronique et de s'enfuir, McIntyre a écrit ce qui suit sur Twitter : "Fuck dis house arrest shit fuck 12 they gn hav 2 catch me on hood". McIntyre s'est rendu à Elizabeth, dans le New Jersey, où il a enregistré la chanson "The Race", qui décrit sa fuite de la police et ses démêlés avec la justice. La chanson commence par "Fuck a beat, I was tryingyna beat a case/but I ain't beat that case, bitch I did the race",. Le suspect avec lequel McIntyre s'est enfui a été capturé en mai 2017. Le 30 juin 2017, McIntyre a été capturé par l'U.S. Marshal Service à Elizabeth, dans le New Jersey. Lors de sa capture, pour éviter la garde à vue, McIntyre a prétendu avoir avalé une bouteille de pilules et a été emmené à l'hôpital. N'ayant rien trouvé d'anormal, McIntyre a prétendu qu'il entendait des voix et a été emmené dans un service psychiatrique pour évaluation, où il est resté un jour et demi avant d'être placé en garde à vue.

### Avril-mai 2017: fusillade à San Antonio et agression à Arlington
Alors qu'il était en fuite après avoir coupé son bracelet électronique, le 23 avril 2017, McIntyre aurait abattu Mark Anthony Saldivar, âgé de vingt-trois ans, alors qu'il participait à un vol à l'extérieur d'un Chick-fil-A à San Antonio, au Texas,. Selon les allégations, McIntyre et deux complices ont attiré Saldivar dans un SUV noir pour essayer de voler son matériel de photographie. Saldivar s'est échappé du SUV et a commencé à crier à l'aide, McIntyre a accéléré pour tenter de le frapper. Saldivar a sauté sur le capot du SUV, donnant des coups de pied dans le pare-brise jusqu'à ce que McIntyre quitte la voiture et lui tire dessus une fois avant de s'en aller, . Un mois plus tard, le 25 mai, McIntyre aurait attaqué et volé Owney "Skip" Pepe, 65 ans, à Cravens Park, Arlington, Texas. McIntyre aurait pointé une arme sur la tête de Pepe avant de l'assommer dans le parc, où Pepe a été retrouvé par un joggeur. Pepe a ensuite identifié McIntyre lors d'une séance d'identification.
Le 3 octobre 2017, des charges supplémentaires de meurtre capital ont été ajoutées à l'affaire McIntyre concernant l'incident de San Antonio. La police affirme que McIntyre se trouvait dans le véhicule lors de la fusillade et qu'il existe des images de surveillance de l'incident. À l'époque, McIntyre était détenu sous caution de 500 000 dollars, mais en février 2018, la caution a été révoquée.
En août 2019, moins de deux semaines après avoir été condamné pour l'invasion de domicile et le meurtre de Mansfield, McIntyre a été extradé vers la prison du comté de Bexar dans l'attente de son procès dans l'affaire du meurtre de Mark Saldivar. En novembre 2019, un grand jury du comté de Bexar l'a inculpé de meurtre passible de la peine capitale.

### Autres activités criminelles
Alors qu'il était en prison le 2 août 2018, McIntyre a été accusé de possession d'un objet interdit après qu'un téléphone portable a été trouvé caché dans sa chaussette lors d'une fouille,. Le 14 août, McIntyre a été transféré de la prison du comté de Tarrant au centre correctionnel de sécurité maximale Lon Evans, où il a passé 23 heures à l'isolement, avec une heure allouée pour aller à la salle de sport. Pendant son séjour à la prison du comté de Tarrant, il aurait proféré des blasphèmes et des menaces de mort à l'encontre d'un sergent du shérif du comté de Tarrant, jeté son plateau de nourriture et du papier hygiénique mouillé, et dépassé le temps qui lui était imparti pour téléphoner. Deux jours plus tard, McIntyre a remporté une bataille juridique le 16 août, lorsque la deuxième cour d'appel du Texas a statué que le juge de district Wayne Salvant avait commis une erreur en refusant de fixer la caution de McIntyre dans le cadre de son affaire de vol aggravé. Toutefois, la libération sous caution lui a été refusée dans l'affaire du meurtre d'Ethan Walker.

### Poursuites
McIntyre est impliqué dans deux procès en raison de sa participation présumée aux meurtres de Mark Saldivar, Ethan Walker, et à la tentative de meurtre de Zachary Beloate. En juin 2018, la famille de Saldivar, victime de la fusillade de San Antonio, a intenté une action en justice pour décès injustifié, réclamant plus d'un million de dollars de dommages et intérêts. Un mois plus tard, la famille de Walker et le survivant Zachary Beloate ont poursuivi conjointement McIntyre et ses anciennes maisons de disques, 88 Classic et RCA Records, pour les bénéfices de sa musique après la mort de Walker et les blessures de Beloate.

## Discographie

### Mixtape
| Titre         | Détails | Meilleurs classements |
| Titre         | Détails | US                    |
| ------------- | --- | --------------------- |
| #3Tay-K47     | - Sortie : 4 juillet 2017 - Label: Auto-publié - Format : téléchargement numérique, diffusion en continu             | —                     |
| Santana World | - Sortie : 29 juillet 2017 - Étiquette : 88 Classique, RCA - Format : téléchargement numérique, diffusion en continu | 128                   |

| Titre            | Détails de l'EP                                                                                      |
| ---------------- | --- |
| #LivingLikeLarry | - Sortie : 4 mai 2017 - Label: Auto-publié - Format : téléchargement numérique, diffusion en continu |

### Single
| Titre                                             | Année | Meilleurs classements | Meilleurs classements | Meilleurs classements | Meilleurs classements | Certificats              | Album             |
| Titre                                             | Année | US                    | US R&B/HH             | US Rap                | CAN                   | Certificats              | Album             |
| ------------------------------------------------- | ----- | --------------------- | --------------------- | --------------------- | --------------------- | ------------------------ | ----------------- |
| The Race                                          | 2017  | 44                    | 17                    | 12                    | 69                    | - RIAA: Platine - MC: Or | Santana World     |
| I Love My Choppa (Remix) (featuring Rich the Kid) | 2017  | —                     | —                     | —                     | —                     |                          | Single hors album |
| After You                                         | 2018  | —                     | —                     | —                     | —                     |                          | Single hors album |

| Titre                                            | Année | Meilleurs classements | Meilleurs classements | Certificats | Album             |
| Titre                                            | Année | US Bub.               | US R&B/HH Bub.        | Certificats | Album             |
| ------------------------------------------------ | ----- | --------------------- | --------------------- | ----------- | ----------------- |
| Hard (No Jumper) featuring Tay-K and BlocBoy JB) | 2018  | 14                    | 4                     | - RIAA : Or | Single hors album |